# Katzental (Billigheim)
Katzental ist ein Ortsteil der Gemeinde Billigheim im Norden Baden-Württembergs.

## Geografie
Katzental liegt im Tal der Schefflenz zwischen Billigheim und Schefflenz.

## Geschichte
Katzental ist seit dem 11. Jahrhundert urkundlich bekannt. Es gehörte zum Herrschaftsgebiet des Reichsgutes Wimpfen, später als Pfand an die Herren Sturmfeder von Oppenweiler. 1362 gelangte der Ort auf Geheiß Kaiser Karls IV. an Kurmainz und gehörte dort zur Kellerei Allfeld, später zur Hofkellerei Billigheim. 
Mit der Kellerei Billigheim gelangte Katzental 1803 zum Fürstentum Leiningen und ab 1806 zum Großherzogtum Baden. 1939 wurden 353 Einwohner gezählt, Ende 1945 waren es 388.
Am 1. Januar 1974 erfolgte die Vereinigung mit Billigheim und Allfeld zur neuen Gemeinde Billigheim.

## Wappen
Die Blasonierung lautet: In halbgespaltenem und geteiltem Schild oben vorne in Rot achtspeichiges silbernes Rad, hinten Silber und Blau schräggerautet, unten in Blau ein rot bewehrter, rot bezungter silberner Adler. 
Das Wappen erinnert an die Ortsherrschaften Kurmainz (Mainzer Rad), Kurpfalz (Rauten) und  Leiningen (Adler).

## Sehenswürdigkeiten
Die Ortsmitte wird geprägt von der katholischen Kirche von 1751. Unmittelbar daneben befand sich der historische Gasthof „Zum Kreuz“, der erstmals 1764 erwähnt wurde. Im Januar 2011 wurde das Gebäude abgerissen und durch einen Dorfplatz mit Brunnen ersetzt.

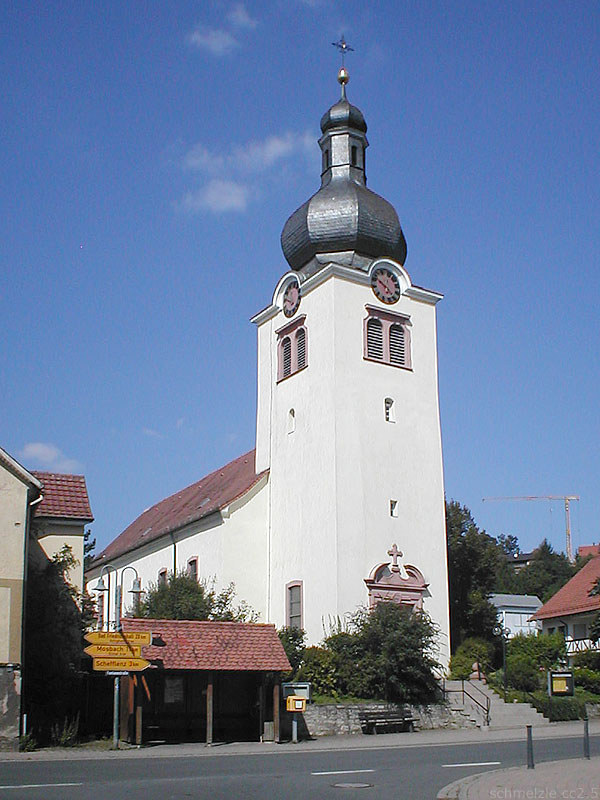
Kath. Kirche
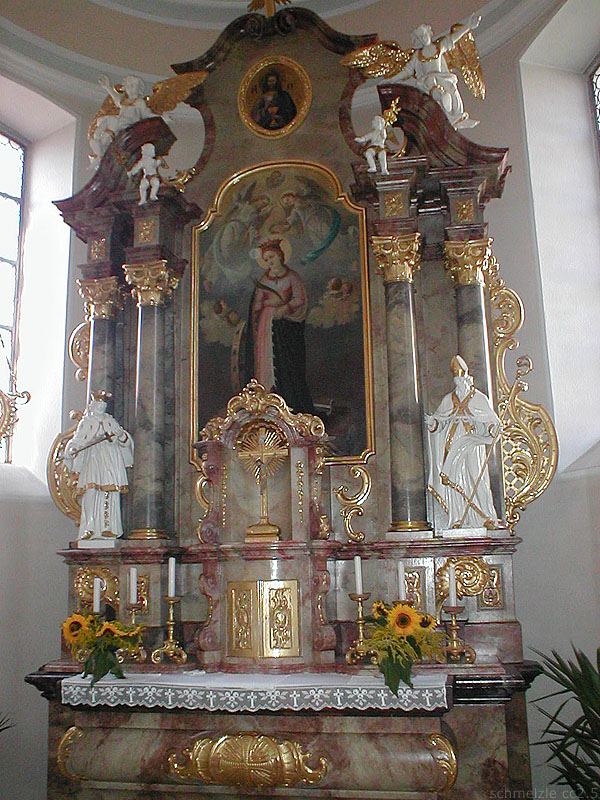
Hauptaltar der kath. Kirche
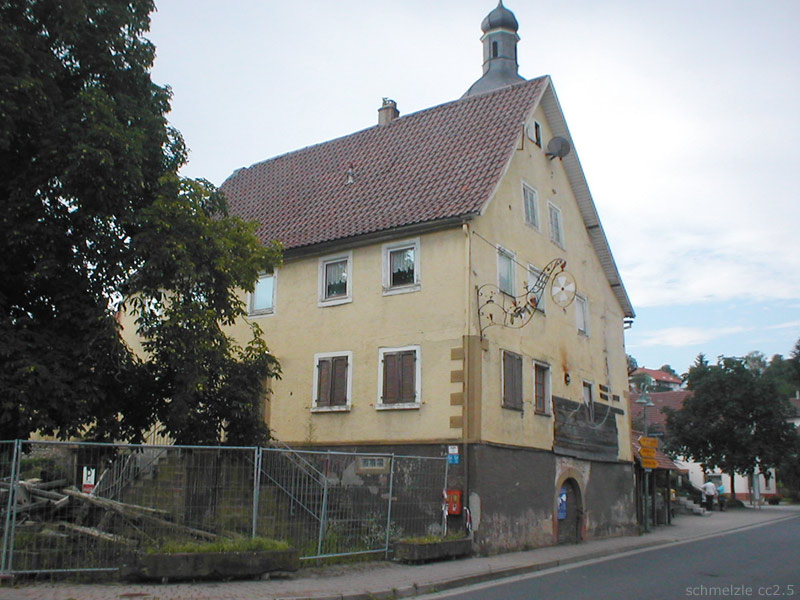
Hist. Gasthof „Zum Kreuz“